# Блек Маунтин (Северна Каролина)
Блек Маунтин (енгл. Black Mountain) град је у америчкој савезној држави Северна Каролина.

## Демографија
По попису из 2010. године број становника је 7.848, што је 337 (4,5%) становника више него 2000. године.
| Група             | 2000.         | 2010.         |
| Белци             | 6.787 (90,4%) | 6.964 (88,7%) |
| Афроамериканци    | 471 (6,3%)    | 470 (6,0%)    |
| Азијати           | 65 (0,9%)     | 49 (0,6%)     |
| Хиспаноамериканци | 61 (0,8%)     | 193 (2,5%)    |
| Укупно            | 7.511         | 7.848         |